# Lex Schoenmaker
Alex „Lex” Schoenmaker (ur. 23 sierpnia 1947 w Hadze) – holenderski piłkarz występujący na pozycji napastnika. Trener piłkarski.

## Kariera
Schoenmaker karierę rozpoczynał w 1966 roku w ADO Den Haag. W 1967 roku grał na wypożyczeniu w amerykańskim San Francisco Gales z ligi USL. Następnie wrócił do ADO, z którym w sezonie 1967/1968 zdobył Puchar Holandii. W 1971 roku przeszedł do Feyenoordu. W sezonie 1973/1974 wywalczył z nim mistrzostwo Holandii. Wygrał też rozgrywki Pucharu UEFA, a sam został królem strzelców tamtej edycji rozgrywek. Graczem Feyenoordu był przez cztery sezony.
W 1975 roku Schoenmaker wrócił do ADO, noszącego już nazwę FC Den Haag. W 1980 roku był stamtąd wypożyczony do kanadyjskiego Edmonton Drillers, a w 1981 roku do amerykańskiego Fort Lauderdale Strikers (oba z NASL). Potem wrócił do Den Haag, a w 1982 roku zakończył karierę.